# Atletisme als Jocs Olímpics d'Estiu de 1912 - llançament de javelina masculí

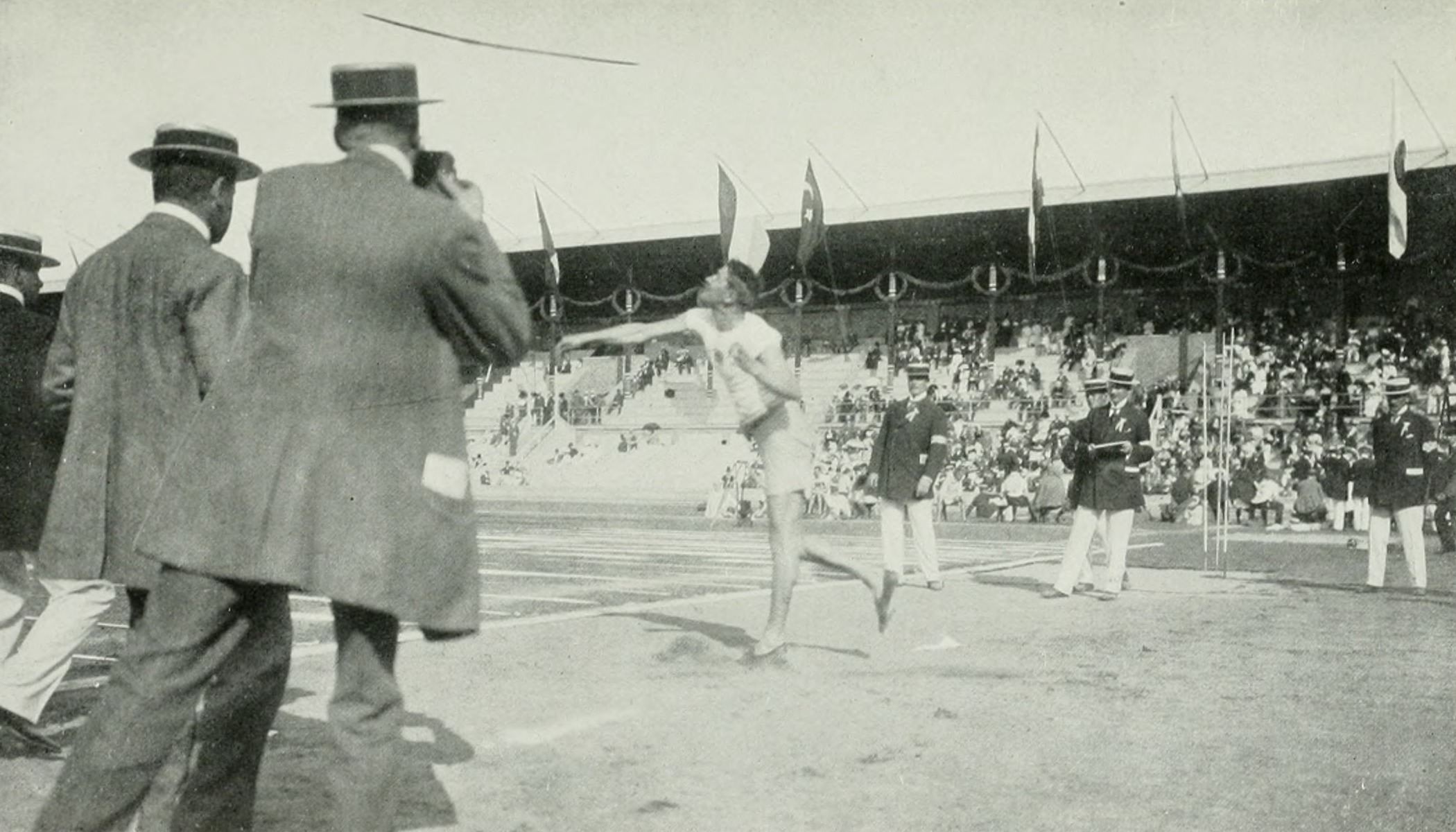
Lemming en un dels llançaments

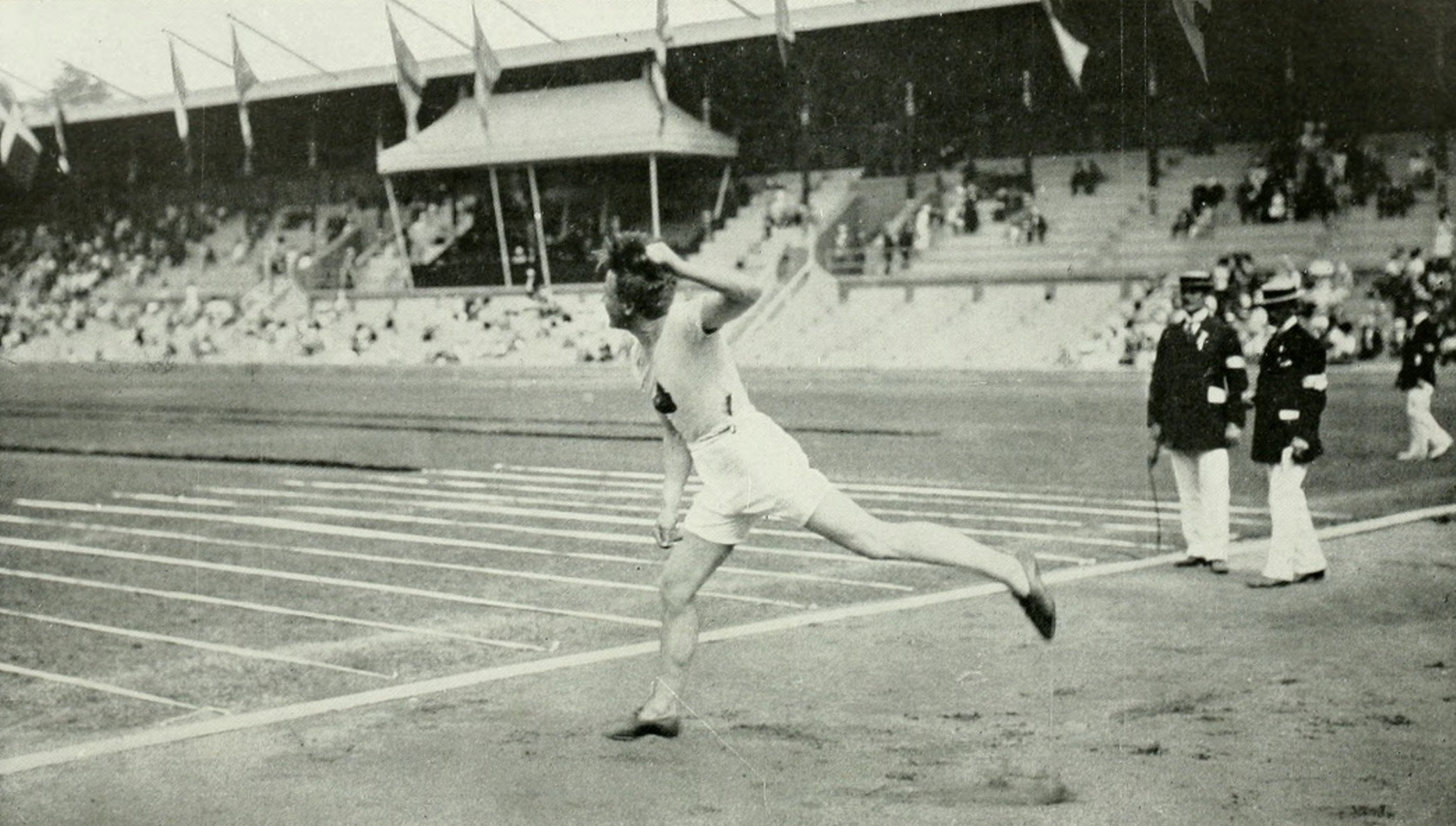
Julius Saaristo, medalla de plata.

El llançament de javelina masculí va ser una de les proves del programa d'atletisme disputades durant els Jocs Olímpics d'Estocolm de 1912. Aquesta va ser la segona vegada que es disputava aquesta competició. La prova es va disputar el dissabte 6 de juliol i hi van prendre part 25 atletes de 7 nacions diferents.

## Medallistes
| Or                 | Plata                 | Bronze           |
| Eric Lemming (SWE) | Julius Saaristo (FIN) | Mór Kóczán (HUN) |

## Rècords
Aquests eren els rècords del món i olímpic que hi havia abans de la celebració dels Jocs Olímpics de 1912.
| Rècord del Món | 61.45(*) | Julius Saaristo | Hèlsinki (FIN) | 25 de maig de 1912   |
| Rècord Olímpic | 54.83    | Eric Lemming    | Londres (GBR)  | 17 de juliol de 1908 |

(*) No oficial
Julius Saaristo va establir un primer rècord olímpic amb 55.37 m. Eric Lemming el millorà, primer amb 57.42 m i finalmente amb 60.64 m. Tres dies més tard, el 9 de juliol de 1912 Julius Saaristo va establir un nou rècord olímpic en la prova del llançament de javelina a dues mans amb 61.00 m.

## Resultats
Saaristo va agafar el liderat després del primer llançament, i encara ell millora en el segon, establint un nou record olímpic. En el tercer llançament Lemming envià la javelina més enllà dels 57 metres, passant a liderar la prova. Lemming millorà la seva marca en el quart llançament, amb 60,64 metres, una distància que suposava un nou rècord olímpic i que li va permetre guanyar l'or.
| Pos. | Atleta                    | Ronda preliminar | Ronda preliminar | Ronda preliminar | Ronda preliminar | Final    | Final | Final | Millor tir |  |
| Pos. | Atleta                    | 1                | 2                | 3                | Pos.             | 4        | 5     | 6     | Millor tir |  |
| ---- | ------------------------- | ---------------- | ---------------- | ---------------- | ---------------- | -------- | ----- | ----- | ---------- |  |
| 1    | Eric Lemming (SWE)        | 53.02            | 54.78            | 57.42 OR         | 1r               | 60.64 OR | —     | 59.00 | 60.64      |  |
| 2    | Julius Saaristo (FIN)     | 54.75            | 55.37 OR         | —                | 2n               | 56.21    | —     | 58.66 | 58.66      |  |
| 3    | Mór Kóczán (HUN)          | 54.06            | —                | 54.99            | 3r               | —        | —     | 55.50 | 55.50      |  |
|      |                           |                  |                  |                  |                  |          |       |       |            |  |
| 4    | Johan Halme (FIN)         | 53.81            | 54.65            | —                | 4t               |          |       |       | 54.65      |  |
| 5    | Väinö Siikaniemi (FIN)    | 52.19            | —                | 52.43            | 5è               | 52.43    |       |       |            |  |
| 6    | Richard Åbrink (SWE)      | 46.56            | 48.25            | 52.20            | 6è               | 52.20    |       |       |            |  |
| 7    | Arne Halse (NOR)          | 51.98            | —                | —                | 7è               | 51.98    |       |       |            |  |
| 8    | Jonni Myyrä (FIN)         | 48.77            | 51.33            | —                | 8è               | 51.33    |       |       |            |  |
| 9    | Urho Peltonen (FIN)       | 49.20            | —                | —                | 9è               | 49.20    |       |       |            |  |
| 10   | Otto Nilsson (SWE)        | 47.59            | 48.01            | 49.18            | 10è              | 49.18    |       |       |            |  |
| 11   | Karl Sonne (SWE)          | —                | 47.85            | —                | 11è              | 47.85    |       |       |            |  |
| 12   | Daniel Johansen (NOR)     | 46.18            | 46.87            | 47.61            | 12è              | 47.61    |       |       |            |  |
| 13   | Svante Olsson (SWE)       | 46.94            | —                | —                | 13è              | 46.94    |       |       |            |  |
| 14   | Anders Krigsman (SWE)     | 45.14            | 45.48            | 46.71            | 14è              | 46.71    |       |       |            |  |
| 15   | Janne Dahl (SWE)          | —                | 44.09            | 45.67            | 15è              | 45.67    |       |       |            |  |
| 16   | Arvid Ohrling (SWE)       | 45.00            | 45.32            | —                | 16è              | 45.32    |       |       |            |  |
| 17   | Nikolai Neklapaev (RUS)   | —                | 44.78            | 44.98            | 17è              | 44.98    |       |       |            |  |
| 18   | Emil Kukko (FIN)          | 44.50            | —                | 44.66            | 18è              | 44.66    |       |       |            |  |
| 19   | Josef Waitzer (GER)       | 41.99            | 43.20            | 43.71            | 19è              | 43.71    |       |       |            |  |
| 20   | Nikolajs Švedrēvics (RUS) | —                | 43.21            | —                | 20è              | 43.21    |       |       |            |  |
| 21   | Algot Larsson (SWE)       | 43.18            | —                | —                | 21è              | 43.18    |       |       |            |  |
| 22   | Karl Halt (GER)           | —                | 41.99            | —                | 22è              | 41.99    |       |       |            |  |
| 23   | Paul Willführ (GER)       | 41.05            | —                | —                | 23è              | 41.05    |       |       |            |  |
| 24   | Eskil Falk (SWE)          | —                | —                | —                | 24è              | Cap      |       |       |            |  |
| 24   | Gustav Kröjer (AUT)       | —                | —                | —                | 24è              | Cap      |       |       |            |  |